# Гіппокоон
Гіппокоон (грец. Ιπποκόων) — син Ойбала й німфи Батеї, зведений брат Тіндарея та Ікарія, спартанський (або аміклейський) герой. Г. позбавив влади своїх братів і вигнав їх з Лаконіки, але Геракл повернув владу Тіндареєві, убивши Г. та його синів;
Гіппокоон — фракійський цар, родич і товариш Реса («Іліада»);
Гіппокоон — товариш Енея, вправний стрілець із лука («Енеїда»).